# Estación Terrena de Amachuma
La Estación Terrena de Amachuma (ETA) es la primera estación terrena de Bolivia de control y operación satelital junto con la Estación Terrena de La Guardia, la cual es dependiente de la Agencia Boliviana Espacial. Se encuentra ubicada en la comunidad de Amachuma del municipio de El Alto en la provincia de Murillo, departamento de La Paz.

## Historia
La estación está ubicada en la localidad de Amachuma que se encuentra a 8 kilómetros de la ciudad de El Alto en el Departamento de La Paz y a 3.998 m s. n. m., la estación de Amachuma está construida en los terrenos que pertenecían a la Autoridad de Transportes y Telecomunicaciones (ATT), en la zona que colinda con la comunidad de Ventilla.
La construcción de la obra civil fue empezada en agosto de 2012 y en abril de 2013 con la implementación de las antenas satelitales. 
La instalación de toda la infraestructura tuvo un costo de 16,5 millones de dólares. y fue inaugurada oficialmente el 2 de diciembre de 2013 días antes del lanzamiento del Satélite Túpac Katari (TKSAT-1).

## Estadísticas
La estación terrena está equipada con 6 antenas, 5 antenas con un peso de 60 toneladas cada una, 3 antenas con un diámetro de 13 metros, una de 9 metros, una de 7,4 metros y la más pequeña de un diámetro de 5 metros con un peso de 1 tonelada.
La estación incluye un edificio técnico, un edificio técnico-administrativo, un telepuerto, un laboratorio, viviendas y ambientes de seguridad y energía. Además en su instalación científica participaron 11 técnicos chinos.

## Antenas
Las antenas del complejo son:
- Antenas 1-2-3, construida en 2012. ~ 60 toneladas, 13 metros de diámetro.

- Antena 4, construida en 2012. 9 metros de diámetro.

- Antena 5, construida en 2013. 7,4 metros de diámetro.

- Antena 6, construida en 2013. Peso aprox. 1 toneladas, 5 metros de diámetro.